# Crossmedia
Crossmedia is een term afkomstig uit de marketingcommunicatie. De term heeft momenteel geen vaste definitie, maar in het algemeen wordt ermee bedoeld dat een media-uiting via verschillende media wordt gedaan. Een goed voorbeeld is een televisieprogramma dat verwijst naar een website waar de gebruiker kan reageren op het programma. Door deze verwijzing wendt de gebruiker twee verschillende media aan (internet en tv) om het hele concept te kunnen beleven. Dit concept noemt men dan ook een crossmediaal concept.

## Definitie
Crossmedia zijn een middel om de belevenis van het mediaconcept tot zijn recht te laten komen. Bij een crossmediaconcept worden verschillende media ingezet. Door het gebruik van verschillende media wil de mediaproducent ervoor zorgen dat er meer interactie komt tussen zijn mediaconcept en zijn publiek.
Een concept waarbij verschillende media worden gebruikt is niet per definitie een crossmediaal concept. Er kan pas gesproken worden over een crossmediaal concept als alle gebruikte media een steentje bijdragen aan volledige beleving van het concept. Voorbeelden zijn de televisieprogramma's The Voice van Vlaanderen en The Voice of Holland. Ze gebruiken naast het traditionele tv-programma's ook andere media om de gebruikers bijvoorbeeld te laten stemmen op kandidaten of om zichzelf kandidaat te stellen. Dat komt nog sterker naar voren in het cross media concept Entertainment Experience waar alle onderdelen (tv, internet, mobiel, film, events, etc.) een complementaire functie hebben binnen het totaal.

## Mediamix
Het combineren van verschillende media gebeurde vroeger ook al. De term 'mediamix' is in de marketing- en communicatiewereld ontstaan. De mediamix wordt gebruikt om te laten zien welke media in welke mate bij een campagne worden ingezet om de doelstelling te behalen. Door deze media te combineren ontstonden er nieuwe kansen en werden doelgroepen op een effectievere manier aangesproken.
Rond het jaar 2000 kwam de term crossmedia nog niet ter sprake. Het medium internet was toen net in opkomst en zat nog in zijn verkenningsfase, de mogelijkheden en kracht van internet werden toen nog niet ten volle benut. Nu is internet een participatiemedium geworden en heeft het zijn eigen specificiteit gekregen.

## Mediumspecificiteit
Elk medium dat gebruikt wordt in een crossmediaal concept heeft zijn eigen specifieke eigenschappen; daarmee onderscheidt elk medium zichzelf. Het is de bedoeling bij een crossmediaal concept dat elk medium doet waar het goed in is. Indira Reynaert en Daphne Dijkerman beschrijven mediumspecificiteit als volgt: 'Mediumspecificiteit draait niet alleen om techniek, maar heeft ook een emotionele betekenis. Voorbeelden van mediumspecificiteit zijn het grote bereik en de emotionele impact van televisie, de interactiviteit van het internet of de connectiviteit van je mobiele telefoon.'

## De aard van crossmedia
Van Vliet stelt dat er bij crossmedia verschillende soorten content over verschillende kanalen verspreid worden. Om deze relaties te verklaren past hij dit toe op de semiotiek, de studie van tekens en tekensystemen. Voor het onderzoeken van crossmediale basisrelaties gebruikt Van Vliet het model van semioloog Charles Peirce. Peirce onderscheidt in relaties drie verschillende tekens.
Het volgende model van semiotiek maakt onderscheid tussen drie verschillende tekens:
- Iconische tekens: vertonen een overeenkomstige relatie.
- Indexicale tekens: dit zijn verwijzende tekens, verwijzen naar een ander kanaal.
- Symbolische tekens: is de relatie tussen teken en object. Een zaak van regels, afspraken of willekeur.

#### Iconische relatie
Er wordt gesproken over iconische relatie wanneer content over verschillende kanalen een grote gelijkenis vertoont. De meeste crossmediale concepten zijn iconisch van aard. Dat is verklaarbaar als je ziet dat overeenkomsten van de content in verbinding staan met een merk dat zich via verschillende merkextensies verspreid. In Basisboek Crossmedia Concepting gebruikt men Libelle als voorbeeld. Libelle is van oorsprong een damestijdschrift, maar heeft in de loop der jaren diverse merkextensies uitgegeven. Zo is er bijvoorbeeld een actieve website, maar er wordt ook jaarlijks een Libelle-evenement georganiseerd. De naam Libelle en haar huisstijl binden de media-uitingen aan elkaar zonder te oordelen of er inhoudelijk aantoonbare relaties aanwezig zijn.

#### Indexicale relatie
Deze relatie is verwijzend van aard. Bijvoorbeeld een kookprogramma op de televisie dat tijdens het programma verwijst naar het gehele recept, wat te vinden is op internet. De belangrijkste motivatie voor het doorverwijzen heeft te maken met het verdienmodel. Door over te schakelen naar een ander kanaal kunnen inkomsten gegenereerd worden. Bij het voorbeeld van het kookprogramma is het mogelijk dat een aanbieder van kookgerei zijn spullen nogmaals onder de aandacht kan brengen. Het is wel van belang dat de content waarnaar verwezen wordt anders is of anders aangeboden wordt dan bij het verwijzende medium.

#### Symbolische relatie
Van Vliet gaat er bij de laatste relatie van uit dat de verschillende media-uitingen niet alleen naar elkaar verwijzen, maar ook een waarde aanspreken die uitstijgt boven waar het voor bedoeld is. Bijvoorbeeld bij mobiele telefoons gaat het allang niet meer alleen om de mogelijkheid overal te kunnen bellen; tegenwoordig verwachten we veel meer van een mobiele telefoon. Een kopje Nespresso is niet alleen maar koffie, maar ook een synoniem geworden voor verleiding en genot.

## Crossmediale conceptvormen
Crossmediale concepten zijn in twee vormen te onderscheiden, namelijk het transmediale concept en het geïntegreerde concept, ook wel autonoom en afhankelijk concept genoemd. Deze twee conceptvormen zijn anders van aard en worden dan ook voor verschillende communicatiedoelstellingen ingezet. Bij het transmediaal concept ligt de focus vooral op de symbolische en bij het geïntegreerde concept vooral op de indexicale contentrelatie. Overigens zijn crossmediaconcepten vrijwel nooit volledig transmediaal of geïntegreerd.

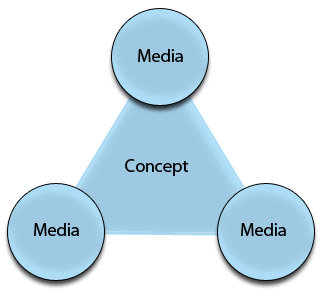
Transmediaal concept

#### Transmediaal concept
Volgens Indira Reynaert en Daphne Dijkerman is het transmediale concept vaak herkenbaar aan één merk dat via verschillende media-adapties uiteen wordt gezet. Het transmediale concept gaat uit van de gedachte dat een verhaal een merk versterkt en vervolgens verspreid wordt over verschillende media. Deze autonome media kunnen verschillende doelgroepen aantrekken met betrekking tot mediagebruik. Bijvoorbeeld bij verfilming van boeken. Dit trekt weer een nieuwe doelgroep aan, mogelijk consumenten die de voorkeur geven aan een film boven een boek. Naast die boeken en films worden er ook games uitgebracht, waar ook weer nieuwe doelgroepen mee worden aangetrokken.

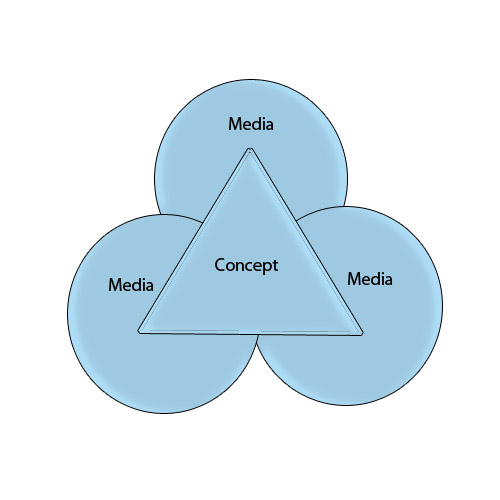
Geïntegreerd concept

#### Geïntegreerd concept
Bij het geïntegreerde concept zijn de ingezette media gedeeltelijk of volledig met elkaar versmolten. Dit heeft te maken met de tekortkomingen die de gebruikte media afzonderlijk hebben, maar ook met hun mediumspecificiteit. De eigenschappen van de afzonderlijke media vullen elkaar aan. Een goed voorbeeld hiervan is de Entertainment Experience. Bij dit format staat televisie niet centraal, maar er worden veel meer media ingeschakeld, zoals internet, evenementen, print, retail partners en partner media, apps op mobiel en tablets etc. 
Bij internet is een wisselwerking niet noodzakelijk, wat bij mobiele telefonie en televisie wel het geval is. Dit komt doordat er bij de televisie een tekortkoming is aan interactie met het publiek. Deze wordt opgevuld door het mediumspecifieke element van de mobiele telefoon, de sms-functie. Door deze twee media te combineren wordt er gezorgd voor meer interactie, dus meer betrokkenheid met het publiek.